# Trentino Basket Cup 2017
Il Torneo Trentino Basket Cup 2017 si è svolto dal 29 al 30 luglio 2017.

Gli incontri si sono disputati nella città di Trento nell'omonimo impianto.

## Squadre partecipanti
1. Bielorussia
2. Italia
3. Paesi Bassi
4. Ucraina

## Risultati
Semifinali
| Trento 29 luglio 2017, ore 18:00 | Ucraina | 65 – 70 | Paesi Bassi | PalaTrento |

| Trento 29 luglio 2017, ore 20:30 | Italia | 96 – 36 | Bielorussia | PalaTrento |

Finali
- 1º-2º posto

| Trento 30 luglio 2017, ore 20:30 | Italia | 66 – 57 | Paesi Bassi | PalaTrento |

- 3º-4º posto

| Trento 30 luglio 2017, ore 18:00 | Ucraina | 74 – 77 | Bielorussia | PalaTrento |

## Classifica
| Pos. | Team        |
| ---- | ----------- |
| 1    | Italia      |
| 2    | Paesi Bassi |
| 3    | Bielorussia |
| 4    | Ucraina     |